# Borgin (Streymoy)
Borgin è una montagna alta 642 metri sul mare situata sull'isola di Streymoy, la maggiore dell'arcipelago delle Isole Fær Øer, in Danimarca.